# 214378 Kleinmann
214378 Kleinmann este un asteroid din centura principală de asteroizi.

## Descriere
214378 Kleinmann este un asteroid din centura principală de asteroizi. A fost descoperit pe 10 iunie 2005 la Vicques de Michel Ory. Asteroidul prezintă o orbită caracterizată de o semiaxă mare de 2,57 ua, o excentricitate de 0,12 și o înclinație de 8,2° în raport cu ecliptica.